# 王浩西
王浩西（英文名：Simon Wang，2007年7月27日—）中国青年冰球运动员，身高6"5'（约196厘米），左手持杆，司职后卫。生于北京，4岁开始接触冰球，母亲也因为他喜爱冰球也在从事冰上运动事业。
在小学时参加了北京冰协主办的青少年联赛。2018年NHL中国赛在北京时曾在现场观赛。2019年赴加拿大继续青年冰球运动。2023年9月，16岁的王浩西获波士顿大学预录确认，将于大学录取后在美国高校联赛（NCAA）第一级男子冰球联盟继续职业生涯。2023年12月，王浩西加入加拿大安大略冰球联盟（OHL）奥沙瓦将军队打球。
2025年6月28日，他在2025NHL选秀大会上在第二轮首位，总第33顺位被圣何塞鲨鱼队选中，是迄今被选顺位最高的中国出身冰球运动员。
他在安大略青年冰球联盟（OJHL）国王城起义（King Rebellion）队的教练称其来队后进步很大，在一年之内进步之快使球探刮目相看。他多利用身材优势进行防守，同时在进攻和防守态势间的切换也是他的长处之一。